# Arborele de pâine

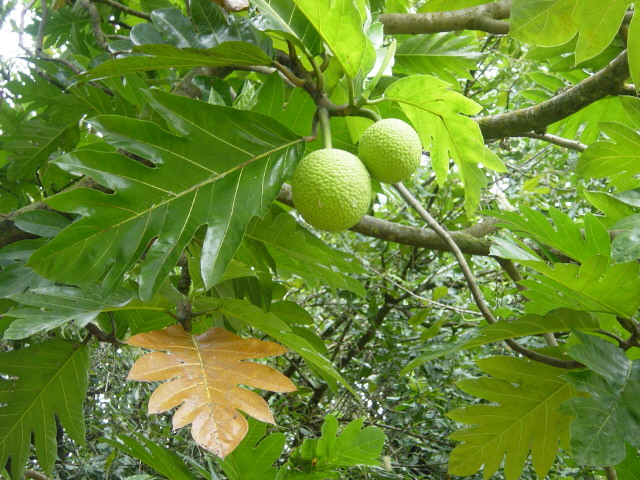
Frunze și fructe

Arborele de pâine (științific: Artocarpus altilis) este un copac din familia Moraceae original din Oceania. Arealul de răspândire a arborelui de pâine s-a extins mult de-a lungul tropicelor datorită fructelor sale comestibile.